# Municipio de Johnson (condado de Logan)
El municipio de Johnson (en inglés: Johnson Township) es un municipio ubicado en el condado de Logan en el estado estadounidense de Arkansas. En el año 2010 tenía una población de 227 habitantes y una densidad poblacional de 5,02 personas por km².

## Geografía
El municipio de Johnson se encuentra ubicado en las coordenadas 35°16′1″N 93°37′53″O / 35.26694, -93.63139. Según la Oficina del Censo de los Estados Unidos, el municipio tiene una superficie total de 45.26 km², de la cual 45,03 km² corresponden a tierra firme y (0,5 %) 0,23 km² es agua.

## Demografía
Según el censo de 2010, había 227 personas residiendo en el municipio de Johnson. La densidad de población era de 5,02 hab./km². De los 227 habitantes, el municipio de Johnson estaba compuesto por el 90,75 % blancos, el 0,44 % eran amerindios, el 8,37 % eran asiáticos y el 0,44 % eran de una mezcla de razas. Del total de la población el 1,32 % eran hispanos o latinos de cualquier raza.